# Betar (zionisme)

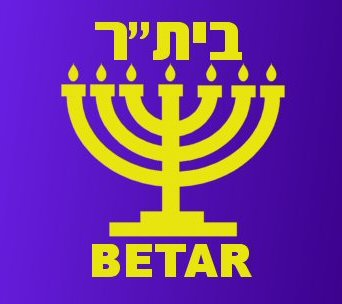
Betar-logo

Betar of Beitar (Hebreeuws: בית"ר, uitspraak: Bee-tar) is een Zionistische Joodse Jeugdvereniging die in 1923 door Ze'ev Jabotinski (andere spelling: Jabotinsky, uitspraak: Zjabotinski) in Riga, Letland is opgericht als Revisionistische Zionistische jeugdbeweging en joodse weerbaarheid. Ze zetten zich in voor de stichting van een Joodse staat in het toenmalige Britse mandaatgebied Palestina en de oprichting van een Joods leger.
Betar speelde voor de onafhankelijkheid van Israël in 1948 een grote rol bij de Aliyah Bet, de illegale immigratie van Europese Joden naar Palestina. Veel Likoed-politici, onder wie Menachem Begin, waren vroeger lid van Betar.

## De naam Betar
De naam is een acroniem van 'Brit Yosef Trumpeldor' of helemaal voluit 'Brit haNo'ar ha'Ivri al sjem Yosef Trumpeldor' (ברית הנוער העברי על שם יוסף תרומפלדור), wat de 'Joodse Jeugdvereniging ter herinnering aan Joseph Trumpeldor' betekent, maar het was ook de naam van een Joods fort in de buurt van Bethlehem, waar Bar Kochba sneuvelde tijdens de Bar Kochba-opstand tegen de Romeinen in de tweede eeuw. Om het acroniem bijna gelijk te maken aan de naam van het fort Betar, moest Trumpeldor wel met een ת (taw) gespeld worden in plaats van met een ט (tet), wat tegenwoordig de gewone Hebreeuwse spelling zou zijn.

## Betar in en na de Eerste Wereldoorlog

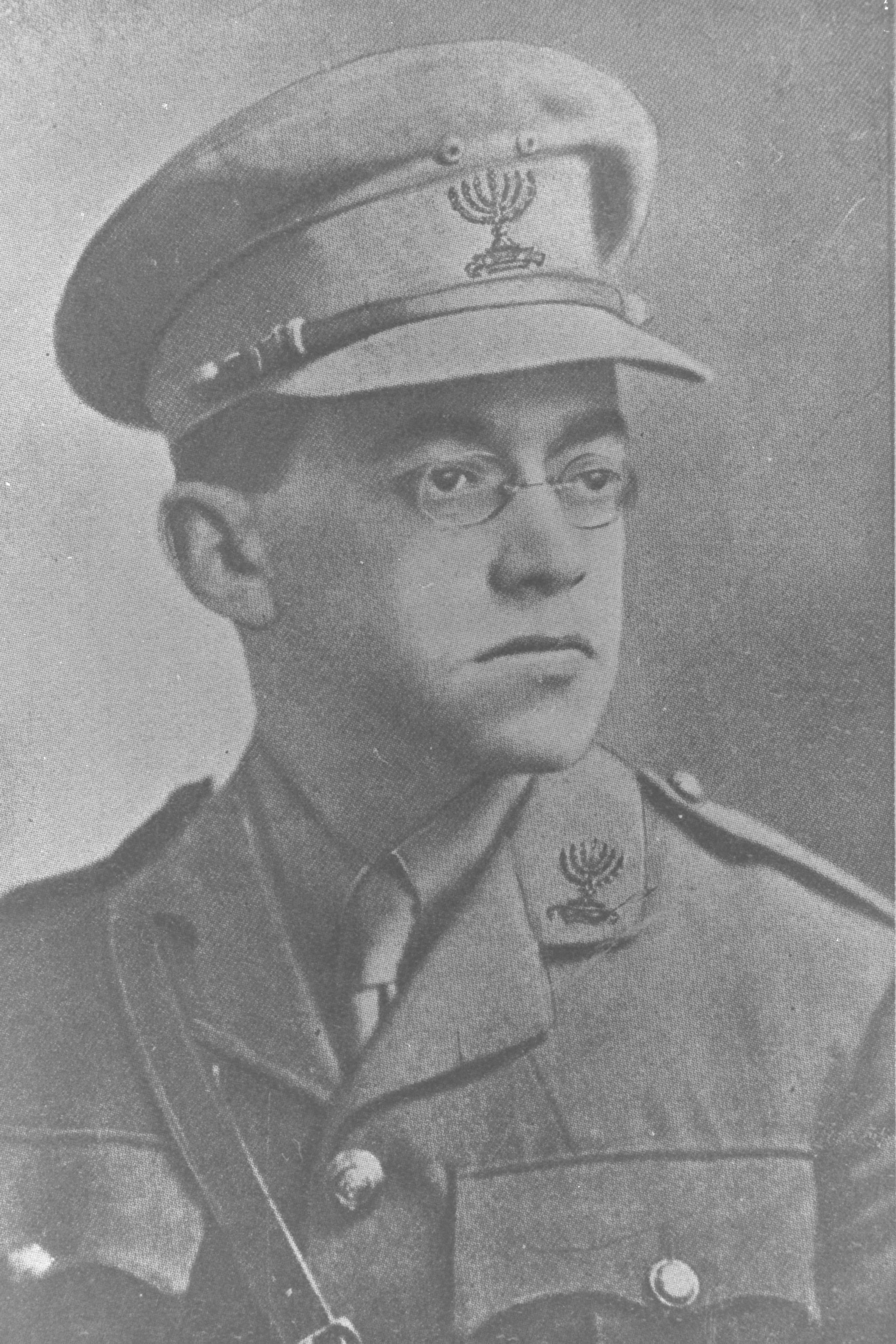
Ze'ev (Vladimir) Jabotinski in een uniform van het Joodse Legioen

Aan het begin van de Eerste Wereldoorlog in 1914 ijverden Jabotinski en Trumpeldor (uitspraak: Troempeldor) in Caïro voor de oprichting van een Joods Legioen binnen het Britse leger. Ze waren door het Ottomaans-Turkse bestuur van Palestina samen met andere Joden uit Palestina gezet en wilden de Britten als vrijwilliger steunen tegen de Turken, om het Ottomaanse bestuur van Palestina te verdrijven. In 1914/15 werd the Zion Mule Corps gevormd. Het telde zo'n 600 man, hoofdzakelijk Joden die uit Palestina waren verdreven. Luitenant-generaal Patterson, een protestantse Ier, was de commandant, Trumpeldor ondercommandant en Jabotinski een officier. Deze eenheid werd ingezet bij de slag om Gallipoli. Trumpeldor en Jabotinski dienden nog samen in andere Britse legereenheden tijdens deze wereldoorlog.

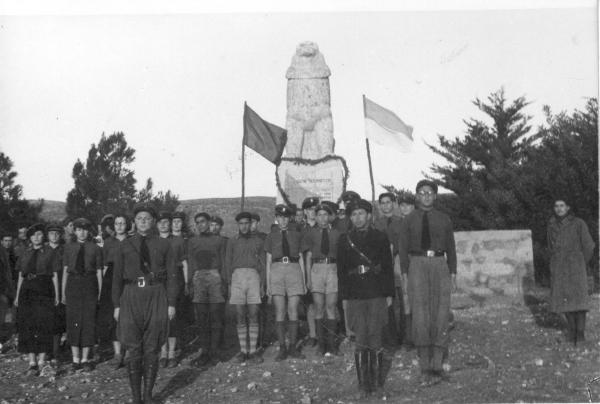
Betar-leden in Tel Chai, Palestina, 1929

Na de oorlog kreeg Groot-Brittannië in 1922 het mandaat over Palestina. Dit omvatte ongeveer het huidige Israël, het huidige Palestina (de Westelijke Jordaanoever en de Gazastrook) en Jordanië.
Hoofd van Betar en commandant van de illegale paramilitaire organisatie Hagana  werd  Jabotinski ( net als Amin al-Husseini overigens) in 1920 door de Britten berecht als aanstichter(s) van de rellen tijdens het Islamitische Nebi-Musa feest in Jeruzalem.  Al gauw werd hij weer vrijgelaten. Trumpeldor sneuvelde in 1920 in een vuurgevecht in Tel Chai, een door Joden gestichte buitenpost op de grens van Libanon dat onder Frans militair bestuur stond. (In 1950 is vlak daarnaast het huidige Kirjat Sjmona gebouwd). In Tel Chai is een monument opgericht, een standbeeld van een leeuw met de laatste woorden die Trumpeldor had gesproken: "Een davar, tov lamoet be'ad artsenoe" ("Het geeft niet, het is goed om te sterven voor ons land"). 
In 1923 brak Jabotinski met de Algemene Zionistische Beweging, omdat hij die te socialistisch en te communistisch vond.
Leden van Betar droegen oorspronkelijk bruine, later ook zwarte uniformen. In Palestina droegen veel Betar-leden een lichtgekleurde korte broek.  Ze deden gevechtstraining met o.a. houten stokken, geweren en sabels. Een lied dat Jabotinski in 1932 in Parijs had geschreven werd onmiddellijk het Betar-lied (Sjier Betar). 

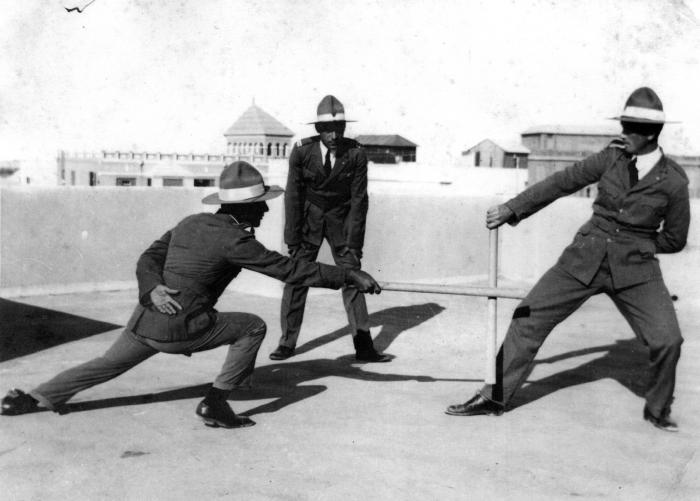
Betar-leiders, 1929

In 1929 had Betar 9.000 leden. In 1934 telde Betar wereldwijd gezien 70.000 leden, waarvan de Poolse afdeling het grootst was met 40.000 leden. Er waren verder ook Betar-afdelingen in met name Palestina, Letland, Litouwen, Duitsland, Oostenrijk, Tsjechoslowakije, Hongarije, Roemenië en Frankrijk. Maar ook was er bijvoorbeeld een Betar-afdeling (snief, wat 'tak' betekent) in Harbin, in China. In 1939 had Betar 80.000 leden.

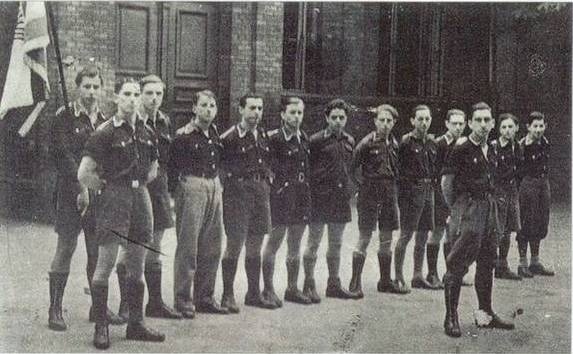
Betar-leden in Berlijn, 1936

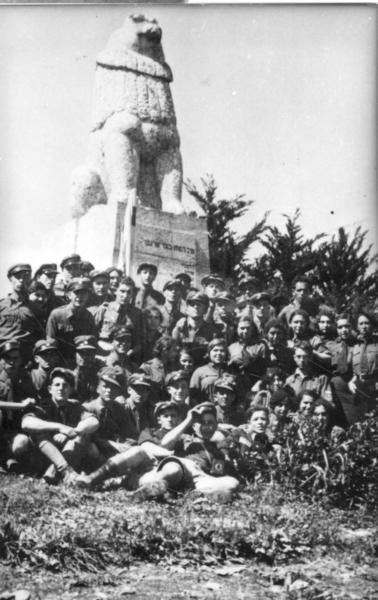
Betar-leden voor het monument voor Joseph Trumpeldor in Tel Chai, 1 januari 1940

In de jaren dertig en de begin jaren veertig van de 20e eeuw organiseerde Betar in samenwerking met de Irgoen Tsvaï Leoemi 'illegale' immigratie van Joden naar Palestina, omdat het Britse bestuur een maximum van een paar duizend immigranten per jaar had ingesteld. Door Betar werden ruim 17.000, maar volgens andere bronnen zelfs meer dan 40.000 Joden per Betar-schip naar Palestina gebracht. Vaak waren die schepen niet helemaal zeewaardig.
Veel betar-leden werden ook lid van een afsplitsing van de Haganah, de Haganah Beth (De Tweede Haganah). Tussen 1937 en 1939 veranderde de naam van Haganah Beth in Irgoen Tsvaï Leoemie.
Jabotinski bleef tot zijn dood het hoofd van Betar. Hij stierf in 1940 aan een hartaanval bij een bezoek aan een trainingskamp van Betar in de Verenigde Staten van Amerika. De Britten hadden hem sinds 1930 de toegang naar Palestina ontzegd. Door toedoen van Menachem Begin is hij in 1964, tijdens de regering Esjkol, herbegraven in Israël. David Ben-Goerion had er tijdens zijn regering geen toestemming voor willen geven.

## Betar in en na de Tweede Wereldoorlog
Tijdens de Tweede Wereldoorlog namen Betar-leden deel aan het verzet tegen de Duitse bezetting in Oost-Europa. Betar-Litouwen vocht onder leiding van Joseph Glazman samen met de partizanen tegen de nazi's. In andere gebieden stonden partizanen onverschillig of vijandig tegenover Betar.
Een aantal Betar-leden had in november 1939, direct na de Duitse en Russische invasie in Polen, een bewapende Joodse gevechtseenheid opgericht, de Joodse Strijdersbond ŻZW (Żydowski Związek Wojskowys). Hierin zaten ook Irgoen-leden en Poolse officieren. Zo'n 200 à 450 man van de ŻZW vocht samen met de ŻOB (Żydowska Organizacja Bojowa) in de opstand in het Getto van Warschau van april-mei 1943. Het grootste deel daarvan sneuvelde.
Een zeer groot deel van de Joodse bevolking van landen die in de Tweede Wereldoorlog door nazi-Duitsland bezet zijn geweest, zoals Polen, Roemenië, Hongarije, Litouwen, Letland, Duitsland, Oostenrijk en Tsjecho-Slowakije zijn vermoord of omgekomen in concentratiekampen (zie Shoa). Na 1945 werd het verenigingsleven van Betar niet hervat in die landen. Veel landen in Oost-Europa kregen een communistische regering.
De latere premier van Israël, Menachem Begin, kwam uit de Betar-beweging en speelde er een belangrijke rol in. Op 15-jarige leeftijd werd hij lid van de snief van Brest-Litovsk, dat toen deel uitmaakte van Polen, waarvan hij in 1939 chef werd. Brest-Litovsk had toen een bevolking van 70.000 inwoners, waarvan 30.000 Joods waren. Op 1 september 1939 viel het leger van nazi-Duitsland Polen binnen en werd Warschau door de Duitse luchtmacht gebombardeerd. Begin nam op 7 september met zijn vrouw Aliza en een ander echtpaar de trein naar het zuidwesten van Polen en later naar Vilnius (Pools:Wilno) in het oosten van Polen, om daar zijn werk voor Betar voort te kunnen zetten en om naar Palestina te kunnen vluchten. In juni 1940 viel het Rode leger van de Sovjet-Unie het oosten van Polen binnen. In september van dat jaar werd Menachem Begin in Vilnius door de NKVD gearresteerd en later door de geheime dienst van de Sovjet-Unie veroordeeld tot acht jaar dwangarbeid in een werkkamp in Siberië.
In 1941 werd hij vrijgelaten en kon hij, omdat hij Pool was, dienstdoen in het Poolse Tweede Korps en zo de Sovjet-Unie verlaten. Het Poolse Tweede Korps trok via Perzië en het Midden-Oosten. In mei 1942 kwam Begin in Palestina aan. Hier werd hij overgehaald zich bij de Irgoen Tsvaï Leoemi aan te sluiten. Władysław Anders, de generaal die leiding gaf aan het Poolse Tweede Korps, gaf hem de vrije keuze om in Palestina te blijven of met hem mee te trekken.
Eind 1943 nam Begin op voordracht van Ya'akov Meridor de leiding van de Irgoen over. Menachem Begin leefde ondergedoken, omdat hij gezocht werd door het Britse leger voor het verspreiden van posters van de Irgoen, die tegen het Britse bestuur vocht voor Joods zelfbestuur. De Haganah stond vaak vijandig ten opzichte van de Irgoen. Na de moord op David Guinness in 1944 door Lechi-strijders leverden ze Irgoen-leden uit aan de Britten.
De Irgoen, de Lechi en de Haganah werkten rond 1946 echter ook tien maanden samen tot 1946 de bomaanslag op het Britse hoofdkwartier in het King David Hotel.
Het Revisionistische Zionisme en het algemene Zionisme gingen in 1946 weer samen op in het Zionisme.
Na de oprichting van de Staat Israël werd de Irgoen opgeheven. De leden gingen op in het Israëlische defensieleger of verder als politieke partij, de Cheroet (vertaald: 'Vrijheid'), die later samen met een paar liberale partijen overging in de Likoed. Betar bleef als zionistische joodse jeugdbeweging bestaan. Menachem Begin bleef ermee verbonden.

## Bekende personen die lid waren van Betar ten tijde van het Mandaatgebied Palestina
- Ze'ev Jabotinski, stichter van de Revisionistische Zionistische beweging;
- Aharon Zvi Propes, eerste voorzitter van Betar bij de oprichting in 1923;
- Abba Achimeïr, schrijver, journalist en historicus. Hij werd in 1930 de ideoloog van het zogenaamde "Maximalistische Revisionisme" en een van de drie oprichters van de radicaal-rechtse Briet haBirionim, samen met de dichter Oeri Tsvi Greenberg en Josjoea Jeivin;
- Sjlomo Ben-Joseef, een illegaal in Palestina geïmmigreerd Betar-lid, schoot in 1938 tijdens de Arabische opstand van 1936-1939 op een Arabische bus met burgers, omdat hij een terroristische aanval verwachtte. Hoewel er niemand getroffen werd door het schot, kreeg hij van een Britse rechtbank van het Mandaatgebied de doodstraf, wat grote verontwaardiging veroorzaakte. Menachem Begin vond het toen tijd om de Joodse staat uit te roepen, maar Jabotinski zei dat ze daar nog niet sterk genoeg voor waren;
- David Raziël, hoofd van Betar in Palestina, was van 1938 tot 1941 ook commandant van de Irgoen Tsvaï Leoemi. Hij sneuvelde in Irak tijdens een missie voor de Britten;
- Ja'akov Meridor, lid van de Knesset voor de Likoed tot 1984, was van 1941 tot 1943 de commandant van de Irgoen, tussen Raziël en Begin in;
- Menachem Begin, de zesde premier van Israël, Likoed, was ook minister van Defensie, van Buitenlandse Zaken en minister zonder portefeuille van Israël, 1942-1948 Irgoen-lid, van 1943 tot 1948 de laatste commandant van de Irgoen Tsvaï Leoemi in Palestina;
- Avraham Stern, Irgoen-lid, splitste zich o.i.v. het Maximalistische Revisionisme in 1940 van de Irgoen af en richtte de Lechi op.
- Jitschak Sjamir, de zevende premier van Israël, Likoed, was minister van Defensie en van Buitenlandse Zaken van Israël, 1940-1948 Lechi-strijder en 1942-1948 Lechi-commandant;
- Ehoed Olmert, de twaalfde premier van Israël, ook voormalig burgemeester van Jeruzalem sinds 2005 Kadima;
- Moshe Arens, was minister van Defensie en minister Buitenlandse Zaken van Israël;
- Eitan Livni, vader van Tsipora (Tsipi) Livni van Kadima, was lid van de Knesset voor de Likoed;
- Tsipora (Tsipi) Livni, Knesset-lid voor de Zionistische Unie, oud-minister van Justitie en Buitenlandse Zaken
- Iezik Ramba, Israëlisch journalist en schrijver;
- Joël Chasson Knesset-lid voor Kadima, 2004-2005 een leider van Betar Israël.

## Betar-afdelingen
Betar is een relatief kleine zionistische jeugdvereniging met een paar duizend leden (over de wereld). Behalve in Israël kent Betar afdelingen in  Australië, de Verenigde Staten, Canada, Groot-Brittannië, Frankrijk, Nederland (2016), Moldavië, Oekraïne, Rusland, Turkije, Argentinië, Brazilië, Chili, Uruguay en Zuid-Afrika.